# 宮崎竜成
宮崎 竜成（みやざき りゅうせい、2000年12月9日 - ）は、徳島県板野郡北島町出身のプロ野球選手（内野手）。右投左打。千葉ロッテマリーンズ所属。
母は元ソフトボール選手で、1996年アトランタオリンピック日本代表の児玉千佳。

## 経歴
北島町立北島南小学校3年生から北島南十字星で軟式野球を始め、北島町立北島中学校時代はヤング徳島ホークスでプレーした。
創志学園高等学校では1年秋からベンチ入りした。2年春の第89回選抜高等学校野球大会に出場。三浦銀二、古賀悠斗擁する福岡大大濠との初戦で1安打を記録したが、試合は敗れた。3年夏の第100回全国高等学校野球選手権記念大会にも出場し、2試合で2安打を記録した。1学年上に難波侑平、1学年下に西純矢、草加勝がいた。
高校卒業後は立命館大学へ進学。1年秋からリーグ戦に出場。4年時の2022年から主将を務めたが、同年春のリーグ戦では1982年のリーグ発足後初の最下位に転落してしまった。

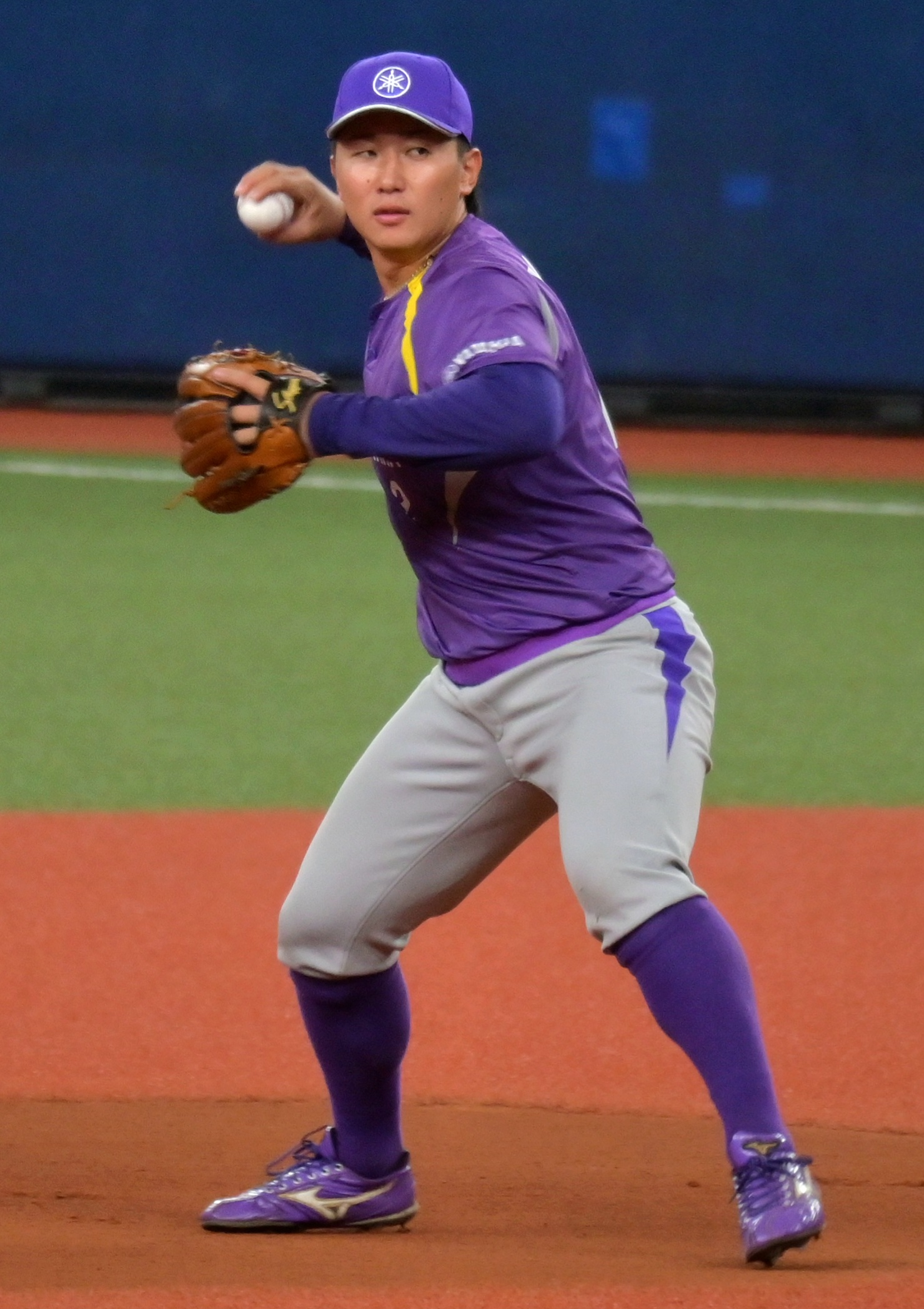
ヤマハ時代
（2024年11月2日 京セラドーム大阪）

大学卒業後は野球を辞めるつもりだったが、ヤマハ硬式野球部から勧誘を受け、同社で野球を続けることになった。1年目の2023年は右肘のクリーニング手術を受け、リハビリに努めた。2024年より二塁手のレギュラーに定着し、同年9月24日に開催されたドラフト会議にて、千葉ロッテマリーンズから2位指名を受けた。11月14日、契約金8000万円、年俸1400万円で入団に合意した。背番号は44。担当スカウトは田中良平。

## 詳細情報

### 記録

#### 初記録
- 初出場：2025年5月11日、対埼玉西武ライオンズ7回戦（ベルーナドーム）、8回裏に池田来翔に代わり三塁手で出場[13]
- 初打席：同上、9回表にエマニュエル・ラミレスから空振り三振[13]
- 初先発出場：2025年5月13日、対東北楽天ゴールデンイーグルス9回戦（楽天モバイルパーク宮城）、「8番・三塁手」で先発出場
- 初安打：2025年7月9日、対北海道日本ハムファイターズ12回戦（ZOZOマリンスタジアム）、7回裏に山﨑福也から中前安打[14]
- 初打点：2025年7月19日、対オリックス・バファローズ14回戦（ZOZOマリンスタジアム）、7回裏に東松快征から中前適時打[15]
- 初盗塁：2025年8月5日、対福岡ソフトバンクホークス15回戦（ZOZOマリンスタジアム）、6回裏に二盗（投手：津森宥紀、捕手：谷川原健太）

### 背番号
- 44（2025年[10] - ）